# Lycosa lebakensis
Lycosa lebakensis là một loài nhện trong họ Lycosidae.
Loài này thuộc chi Lycosa. Lycosa lebakensis được Carl Ludwig Doleschall miêu tả năm 1859.